# Меиђи обнова
Меиђи обнова (јап. 明治維新, Меиђи изин), још познато и као Меиђи рестаурација или Меиђи револуција, је комплекс политичких, војних и социјално-економских реформи у Јапану од 1868. до 1889. године, које су претвориле назадну аграну земљу у једну од водећих земаља на свијету. Обнова је прелазак са самурајског система са шогуном на челу на непосредну царску власт на челу са царем Муцухитом и његовом владом. Политика обнове је значајно утицала на политички систем, законодавство, царски двор, покрајинску администрацију, финансије, индустрију, дипломатију, образовање, религију и друге сфере живота обичних Јапанаца. Са Меиђи обновом почело је формирање нововјековне јапанске националне државе, као и јапанског националног идентитета. За године обнове карактеристично је разбијање јапанског традиционалног начина живота и убрзано прихватање западњачког начина живота. Због тога, обнова се понекад назива „Меиђи револуција“.

## Страни утицај
Јапанци су знали да су иза западног света када је амерички комодор Метју Пери дошао у Јапан 1853. године са великим ратним бродовима опремљеним наоружањем и технологијом који су далеко превазилазили ону у Јапану с намером закључивања уговора који би отворио јапанске луке за трговину. Фигуре попут Шимазу Наријакире су извеле закључак „ако преузмемо иницијативу, можемо доминирати; ако не, ми ћемо бити доминантни”, што је довело Јапан да „широм отвори врата страној технологији”. Посматрајући одговор Јапана на западне силе, кинески генерал Ли Хунгџанг је сматрао Јапан „главном безбедносном претњом” Кине већ 1863. године, пет година пре Меиђи обнове.
Вође Меиђи обнове, како је ова револуција постала позната, деловале су у име обнављања царске владавине ради ојачавања Јапан против претње које су представљале колонијалне силе тог времена, чиме се долази до краја ере познате као сакоку (политика спољних односа, која је трајала око 250 година, којом се прописује смртна казну за странце који улазе или јапанске држављане који напуштају земљу). Реч „Меиђи” значи „просветљена владавина” и циљ је био да се комбинује „савремени напредак” са традиционалним „источним” вредностима.

## Империјална рестаурација
Основа Меиђи рестаурације била је Сатчо-Чошу алијанса из 1866. између Саиго Такаморија и Кидо Такајошија, вођа реформистичких елемената у Сацума домену и Чошу домену. Ова два лидера су подржала цара Комеја (оца цара Меиђија) и били су окупљени заједно посредством Сакамото Рјоме у сврху оспоравања владавине шогуната Токугава (бакуфуа) и враћања цара на власт. Након смрти цара Комеја 30. јануара 1867, цар Меиђи је преузео трон 3. фебруара. Овај период је такође осведочио јапански прелаз из феудалног друштва у тржишну економију, и оставио је Јапанце под дуготрајним утицајем модерне епохе.

## Слијед догађаја

### Грађански рат
По повратку државне власти шогуна Токугаве Јошиноба цару, у Јапану је дошло до формирања нове власти. Указ о обнови царске власти је објављен 3. јануара 1868. Према том документу престао је да постоји шогунат Токугава, а државна власт је предата цару и његовој влади. На састанцима владе доњета је одлука о одузимању свих чинова, титула као и великог дијела посједа свим бившим шогунима. Против ових одлука биле су присталице бивших шогуна. Јапан је подијељен на два табора и наступио је грађански рат. По јапанској традицији 1868. година је названа „Годином земаљског змаја“, а из тог разлога грађански рат који је избио добио име Бошин рат, што у буквалном преводу значи „Рат године земаљског змаја“.
Крајем јануара присталице шогуната су покушале да заузму Кјото и тако поврате свој ауторитет у земљи. Од 27. до 30. јануара 1868. у бици код Тобе и Фусиме услиједио је пораз од малобројније, али модернизоване царске војске. Посљедња шогунска пријетња царском пријестолу је било премјештање шогунске војске на исток у град Едо, главно упориште шогуна. Царска војска коју је предводио Саиго Такамори је 3. маја 1868. без борбе заузела Едо.
Током периода љето-јесен борбе су се наставиле на сјеверу Јапана против Сјеверне алијансе, која је била на страни шогуната. Алијанса је поражена у новембру 1868. са падом замка Аизу-Вакамацу. Послије тога, када се Јошинобу предао, већина Јапанаца је признала царску власт, али језгро присталица шогуната, предвођено кланом Аизу, наставило је са борбом. Након дуге борбе, која је трајала мјесец дана, клан Аизу је коначно признао пораз 23. септембра 1868, када је много младих самураја из реда Бијелог тигра извршило самоубиство. Мјесец дана касније град Едо је преименован у Токио и почео је Меиђи период.
У завршним фазама рата адмирал флоте шогуната Еномото Такеаки је са остатком флоте и неколико француских савјетника побјегао на острво Хокаидо и тако основао републику Езо, а себе прогласио предсједником. Трупе самопроглашене републике су се 27. јуна 1869. године предале царској војсци. Са тим догађајем, након годину и по дана борбе царска власт је потиснула оружани отпор и успоставила потпуно власт цара у Јапану.

### Влада
Током грађанског рата царска влада је поставила нове политичке стандарде. У фебруару 1868. поручено је свим страним представницима у Јапану, да је нова влада представник легитимне власти. Цар је постао шеф државе, а у његовој надлежности су били и спољни послови. Заклетву од пет тачака је издао 6. априла 1868, у којој је истакао принципе тока обнове. Заклетва је укључивала колективно управљање, учешће свих друштвених класа у доношењу одлука, одбацивање ксенофобије и поштовање међународног права, отвореност Јапана према свијету ради нових знања, која су потребна за ојачавање земље. Заклетву су полагали пред јапанским божанствима сви чланови владе у присуству цара.

## Крај шогуната
Токугавина влада је формирана у 17. веку и иницијално је имала фокус на поновном успостављању реда у друштвеним, политичким и међународним аферама након једног века ратовања. Политичка структура коју је успоставио Иејасу и коју су ојачала његова два наследника, његов син Хидетада (који је владао у периоду 1616–23) и унук Иемицу (1623–51), обавезала је све даимје на шогунат и ограничила било којег појединачног даимиа да сткне превише земље или моћи. Шогунат Токугава је званично окончан 9. новембра 1867. године, кад је Токугава Јошинобу, 15. Токугавски шогун, „ставио своје прерогативе на располагање цара” и поднео оставку десет дана касније. То је ефективно била „обнова” (Taisei Hōkan) царске владавине – мада је Јошинобу још увек имао знатан утицај и тек је 3. јануара, наредне године, са едиктом младог цара, дошло до потпуне обнове.
Убрзо након тога у јануару 1868, започео је Бошин рат (Рат године змаја) са Битком код Тоба-Фушиме у којој су снаге Чошуа и Сацуме поразиле бившу шогунску армију. То је присилило (или омогућило) цару да одузме Јошиноби сву моћ, постављајући сцену за званичну рестаурацију. Дана 3. јануара 1868. године цар је издао званичну декларацију о обнови своје моћи:
Јапански цар објављује суверенима свих страних земаља и њиховим субјектима да је одобрено "шогуну" Токугави Јошиноби да врати владајућу власт у складу са својим захтевом. Ми ћемо убудуће вршити врховну власт по свим унутрашњим и спољним пословима земље. Сходно томе, наслов цара мора бити замењен за тајкуна, при склопању споразума. Му постављамо службенике за вођење спољних послова. Пожељно је да представници уговорних овлашћења поштују ову објаву.— Муцухито, 3. јануар 1868
Сви Токугавини поседи су били заплењени и стављени под „царску контролу”, чиме су стављени под управу нове Меиђи владе. Путем Фуханкен санчисеја, области су подељене у три типа: урбане префектуре (府 fu), сеоске префектуре (県 ken) и већ постојеће домене.
Године 1869, даимјои Тоса, Хизен, Сацума и Чошу, који су били најистрајнији у борби против шогуната, били су убеђени да „врате своје домене цару”. Други даимиои су били накнадно исто тако убеђени да то учине, чиме је по први пут створена централна влада у Јапану која је остваривала директну моћ кроз читаво „царство” (天下).
Неке шогунате снаге су побегле на Хокаидо, где су покушали да направе отцепљењичку Републику Езо; међутим, снаге лојалне цару су окончале тај покушај у мају 1869. године са битком код Ходакоте на Хокаиду. Пораз армија бивших шогуна (које су предводили Еномото Такеаки и Хиџиката Тошизо) означио је коначни крај Токугава шогуната, с целокупном обновом царске моћи.
Коначно, до 1872, даимјос, бивши и садашњи, били су сазвани пред цара, где је декларисано да су сви домени сад морају бити враћени цару. Око 280 домена је било претворено у 72 префектуре, свака од којих под контролом гувернера именованог од стране државе. Оним даимјоима који су се мирно придржавали, дато је проминентно учешће у новој Меиђи влади. Касније су њихови дугови и исплате самурајских стипендија били или тешко опорезовани или претворени у обвезнице што је довело до великог губитка богатства међу бившим самурајима.

## Војна реформа
Меиђи цар је објавио у својој царској заклетви из 1868. да ће се „знање тражити широм света, а да ће се тиме ојачати темељи империјалне владавине”.
Под вођством Мори Аринорија, група проминентних јапанских интелектуалаца је формирала Меирокушу 1873. године ради континуације „промовисања цивилизације и просвећења” путем модерне етике и идеја. Међутим, током обнове, политичка моћ је једноставно прешла са шогуната Токугава на олигархију која се састојала од тих лидера, углавном из Сацума провинције (Окубо Тошимичи и Саиго Такамори), и Нагото провинције (Ито Хиробуми, Јамагата Аритомо, и Кидо Такајоши). Ово је одражавало њихово уверење у традиционалну праксу империјалне владавине, при чему је цар Јапана служио искључиво као духовни ауторитет нације, а његови министри су управљали нацијом у његово име.
Меиђи олигархија која је формирала владу под управом цара прво је увела мере за консолидацију своје моћи усмерене против остатака владе Едо периода, шогуната, Даимја, и самурајске класе. Олигарси су такође настојали да се укину четворну поделу друштва.
Широм Јапана у то време, било је око 1,9 милиона самураја. (Поређења рад, то је више од десет пута више људи него припадника француске привилеговане класе пре Француске револуције 1789. године. Штавише, самураји у Јапану нису били само господари, већ и њихови виши држачи - људи који су заправо радили.) Како је сваки самурај био плаћен фиксном стипендијом, њихово одржавање је представљало огромно финансијско оптерећење, што је вероватно био разлог који је подстакао олигархе на акцију.
Без обзира на њихове истинске намере, олигарси су започели још један спор и намерни процес укидања самурајске класе. Прво је 1873. године било најављено да ће стипендије за самураје бити опорезоване. Касније, 1874. године, самураји су добили могућност да своје стипендије претворе у државне обвезнице. Коначно, 1876. године ово претварање је учињено обавезним.
Да би реформисала војску, влада је покренула војну регрутацију на државном нивоу 1873. године, условљавајући да сваки мушкарац треба да служи четири године у оружаним снагама након што напуни 21 годину живота, и да томе требају да следе још три године у резерви. Једна од примарних разлика између самурајске и сеоске класе је било право ношења оружја; ова древна привилегија изненада је проширена на сваког мушкарца у нацији. Штавише, самурајима више није било дозвољено да се крећу по граду носећи мач или оружје да би показали свој статус.
То је довело до серије нереда изазваних незадовољним самурајима. Један од главних нереда био је онај који је водио Саиго Такамори, Сацумска побуна, који се на крају претворио у грађански рат. Ова побуна је, међутим, брзо сузбијена помоћу новоформиране Царске јапанске армије, обучаване у западној тактици и оружју, иако је језгро нове армије била полиција Токија, која је у великој мери била сачињена од бивших самураја. Ово је послало снажну поруку незадовољним самурајима да је њихово доба заиста окончано. Било је мање каснијих самурајских устанака, и класна разлика је сведена на само име, када су се самураји придружили новом друштву. Идеал самурајског војног духа живео је у романтизираној форми и често се користио као пропаганда Јапанског царства током ратова 20. века.
Међутим, једнако је тачно да је већина самураја била задовољна, иако је њихов статус укинут. Многи су пронашли запослење у владиној бирократији, која је личила на елитну класу сама по себи. Самураји, који су били боље образовани од већине становништва, постали су наставници, произвођачи оружја, владини званичници и/или војни официри. Иако је укинут формални назив самураја, елитистички дух који је карактерисао самурајску класу наставио је да живи.
Олигарси су такође започели серију земљишних реформи. Конкретно, они су легитимисали систем станарина који се одвијао током периода Токугава. Упркос најбољих напора бакуфа да замрзне четири класе друштва у свом положају, сељани су почели да изнајмљују земљу другим земљорадницима и да постају богати у процесу. Ово је у великој мери нарушило јасно дефинисан систем класа које је бакуфу предвиђао, што је некој мери довело до њиховог коначног пада.
Јапанска војска, ојачана националном регрутацијом и инфузијом самурајског војног духа, охрабрила се да види себе као растућу светску силу након победа у Првом кинеско-јапанском рату и Руско-јапанском рату.

## Централизација
Поред драстичних промена друштвене структуре Јапана, у покушају да се створи снажна централизована држава која дефинише свој национални идентитет, влада је успоставила доминантни национални дијалект, назван "стандардним језиком" (標準語 hyōjungo), којим су замењени локални и регионални дијалекти, и који је био заснована на обрасцима токијих самурајских класа. Овај дијалект је на крају постао норма у области образовања, медија, владе и бизниса.
Меиђи обнова и последична модернизација Јапана такође су утицали на јапански семоидентитет у односу на његове азијске суседе, пошто је Јапан постао прва азијска држава која се модернизовала према западном моделу, замењујући традиционални конфучијански хијерархијски поредак, који је претходно био присутан под кинеском доминацијом, са оном заснованим на модерности.